# Emanuele Gianturco

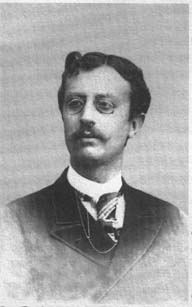
Emanuele Gianturco

Emanuele Gianturco (* 20. März 1857 in Avigliano, Provinz Potenza; † 10. November 1907 in Neapel) war ein Jurist und Politiker im Königreich Italien, der Mitglied der Abgeordnetenkammer (Camera dei deputati) sowie mehrmals Minister war.

## Leben
Emanuele Gianturco begann ein Studium der Rechtswissenschaften an der Universität Neapel Federico II und war nach dessen Abschluss als Rechtsanwalt und Universitätsdozent tätig. Außerdem absolvierte zudem ein Studium an der Musikhochschule Conservatorio San Pietro a Majella. Am 10. Juni 1886 wurde er erstmals Mitglied der Abgeordnetenkammer (Camera dei deputati) und gehörte dieser von der 16. bis zu seinem Tode am 10. November 1907 in der 22. Legislaturperiode an. 1892 wurde er zugleich Professor für Zivilrecht an der Universität Neapel Federico II., wo Vincenzo Simoncelli zu seinen Studenten gehörte.
Im Kabinett Giolitti I fungierte Gianturco zwischen dem 15. Mai und dem 22. Oktober 1893 als Unterstaatssekretär im Ministerium für Gnadenwesen, Justiz und Religion (Sottosegretario di Ministero di Grazia e Giustizia e dei Culti). Im Kabinett Rudinì II bekleidete er vom 10. März bis zum 11. Juli 1896 das Amt des Ministers für öffentlichen Unterricht (Ministro dell’Istruzione Pubblica) und behielt dieses Ministeramt zwischen dem 11. Juli 1896 und dem 17. September 1897 auch im darauf folgenden Kabinett Rudinì III. Im Zuge einer Regierungsumbildung übernahm er am 18. September 1897 im Kabinett Rudinì III das Amt als Minister für Gnadenwesen, Justiz und Religion (Ministro di Grazia e Giustizia e dei Culti) und hatte dieses bis zum 14. Dezember 1897 inne. In der 20. Legislaturperiode war er zwischen dem 3. Juni 1899 und dem 17. Mai 1900 als Vizepräsident der Abgeordnetenkammer.
Kurz darauf wurde Emanuele Gianturco am 24. Juni 1900 erneut Minister für Gnadenwesen, Justiz und Religion im Kabinett Saracco und bekleidete diesen Posten bis zum 15. Februar 1901. Zuletzt war er zwischen dem 29. Mai 1906 und dem 6. November 1907 Minister für öffentliche Arbeiten (Ministro dei Lavori Pubblici) im Kabinett Giolitti III.

## Veröffentlichungen

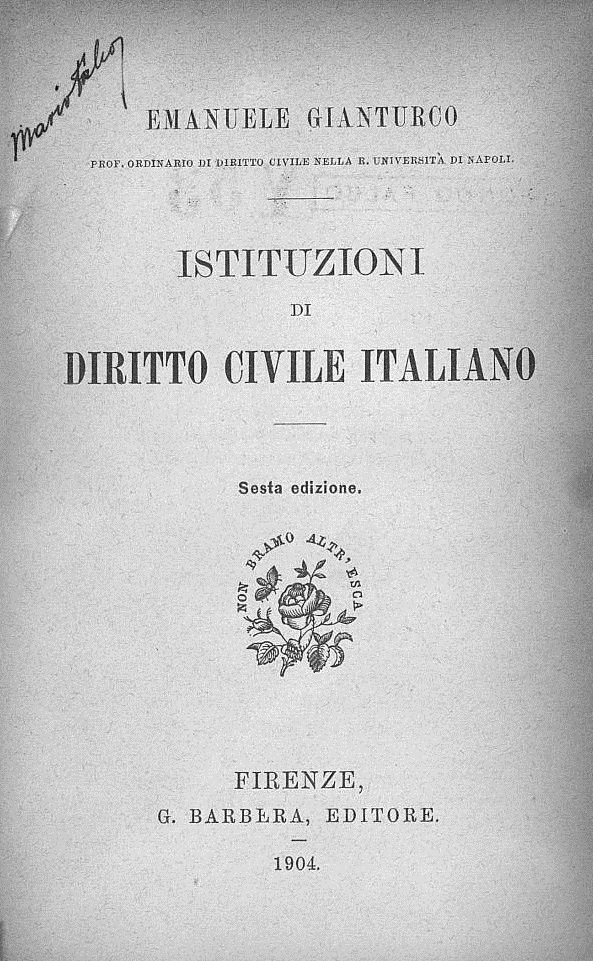
Istituzioni di diritto civile italiano, 1904

- Istituzioni di diritto civile italiano (1887)
  - Istituzioni di diritto civile italiano. Barbèra, Firenze 1904 (italienisch, beic.it).
- Dei diritti reali (1892)
- Diritto delle obbligazioni (1894)
- Sistema di diritto civile italiano (1894)
- Contratti speciali (3 Bände, 1904–06)
- Discorsi parlamentari (posthum, 1909).